# ヨーロッパナラ

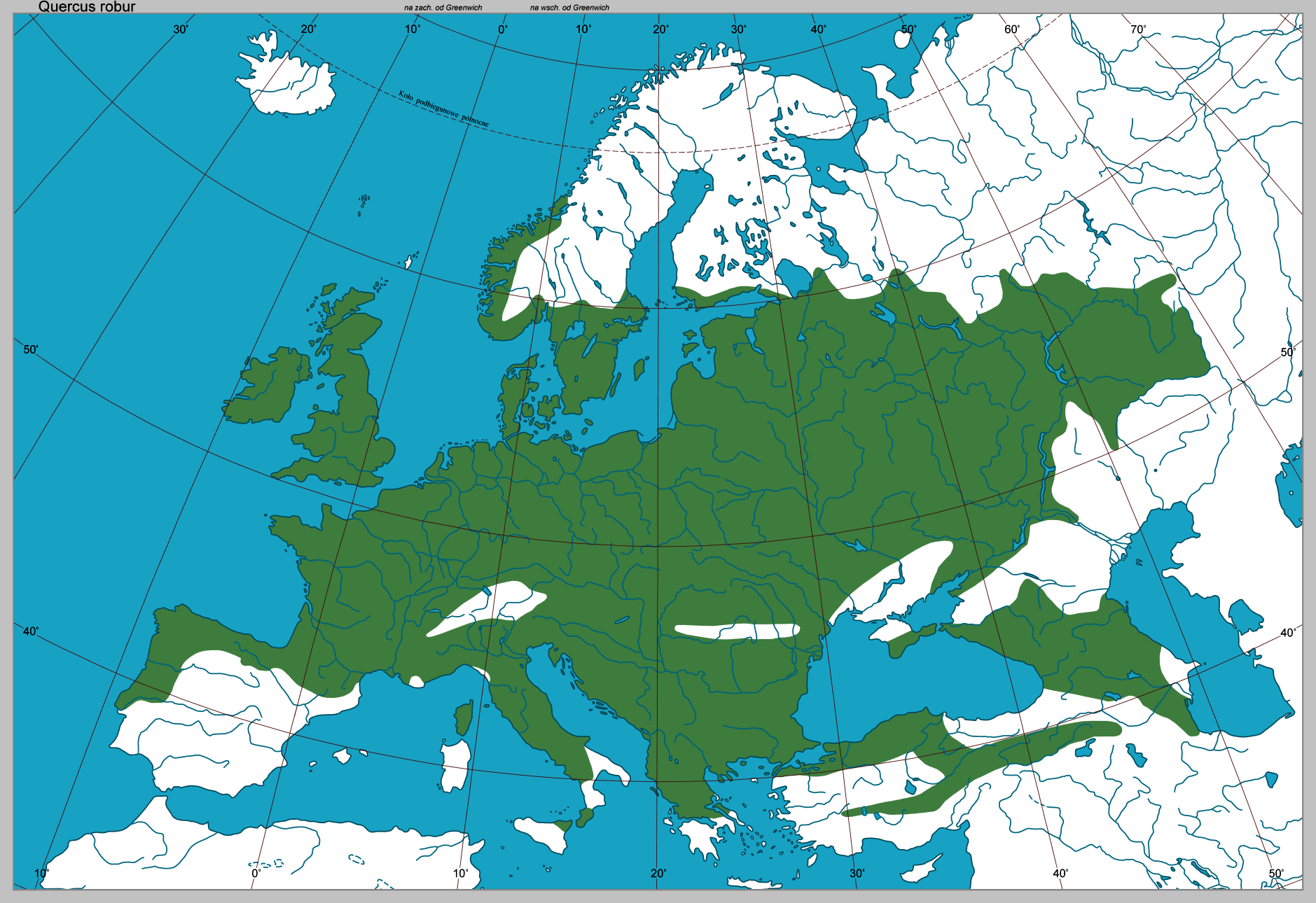
分布域

ヨーロッパナラ（欧州楢、学名: Quercus robur ）はヨーロッパから小アジア、カフカース、北アフリカの一部に原生する広葉樹である。標準和名はオウシュウナラ。学名はラテン語で「硬い楢」を意味する。英名 "Pedunculate Oak" は花梗のあるオークの意。
コナラ属の基準種である。また英語で "Oak" と言えばこの種である。ホワイトオーク節 (section Quercus) に属す。イタリア (Q. brutia Tenore) 、東南ヨーロッパ (Q. pedunculiflora K. Koch) 、小アジアとコーカサス (Q. haas Kotschy) に分布するものは別種とみなされることもある。

## 特徴
ヨーロッパ全域に分布するナラ（コナラ属）の一種で、やや湿度が高い平野、丘陵、標高1300メートル (m) までの低山に広がる。地中海地域ではまれに見られる。ホワイトオークとよばれることもある。
大きな落葉樹で25 - 35 m（40 mに達することも）の高さを持ち、切れ込みのある殆ど無柄の（短い主軸のある）葉は長さ7 - 14センチメートル (cm) 。開花は春の中頃であり、同年の秋に果実（いわゆるドングリ）が熟す。ドングリは長径2 - 2.5 cmあり、3 - 7 cmの柄一つから1 - 4個なる。

## 寿命
ごつごつとした大きく広がった枝の長命な樹木である。ふつう500年ほど生きるものの、最古級の木々の多くはその木の健康にするとまではいかないまでも潜在的寿命を延ばすための枝打ちがなされている。ヨーロッパナラの最高齢はリトアニアのスタルムジェー (Stelmužė) にある樹齢1500年である（おそらくはヨーロッパ最古のオーク）。またデンマークのイェーアスプリス (Jægerspris) の Kongeegen （王のオーク）は樹齢1200年である。スウェーデンのクヴィッレーカン (Kvilleken) には1000年以上の周囲14 mに達するものがある。枝打ちされていないものではドイツのイーフェナック (Ivenack) のものが最古で、この木と近隣の木の年輪により推測された樹齢は700から800年である。

## 日本に植えられたヨーロッパナラ
- 京都大学農学部のオリンピックオーク - 1936年のベルリンオリンピック金メダリスト田島直人（三段跳び）が副賞としてヒトラーから受けた高さ30センチほどの小さな鉢植えを母校に寄贈したもの。以降、70年を経て樹高20mに達していたが、2008年ナラ枯れ病のため、枯死。

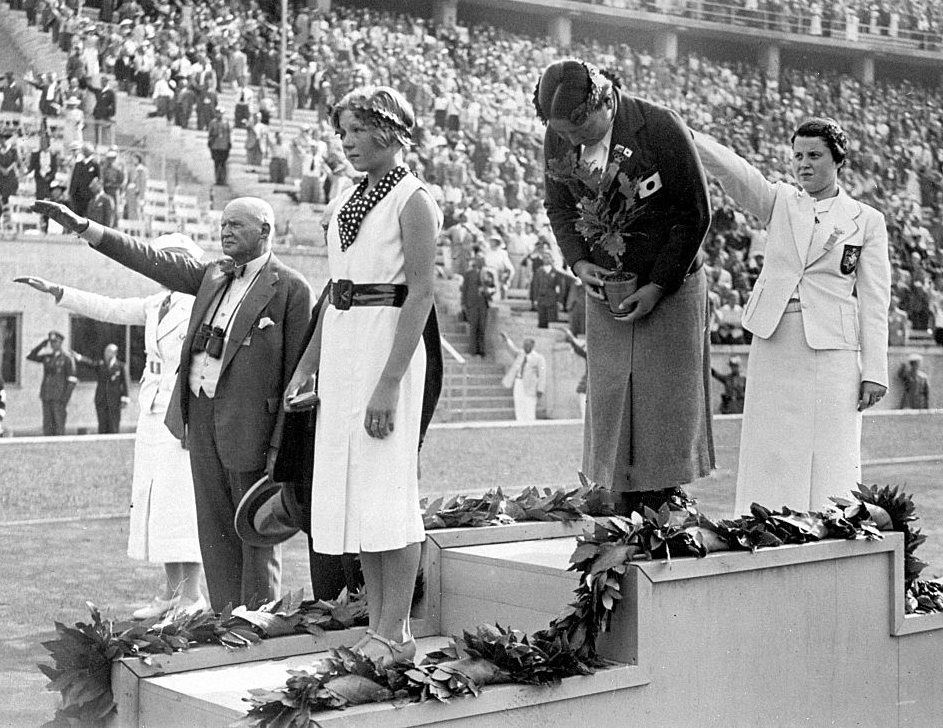
オリンピックオークを手にする、前畑秀子

- オリンピックオークを手にする、前畑秀子椙山女学園中学校・高等学校のオリンピックオーク - 同じくベルリンオリンピック副賞として金メダリスト（水泳200m平泳ぎ）前畑秀子が副賞としてヒトラーから受けたもの。既に枯死していると思われるが2代目が植わっている。
- 広島平和記念公園 - 1961年西ドイツ大学教授団から寄贈。
- 日英グリーン同盟 - 2002年、日英同盟（1902年）の締結100周年記念として英国大使館が実施した、2002年1月末から12月までの1年間にわたって植栽が行われ、全ての47都道府県約200ヶ所に植樹された。
- 他にも記念樹、街路樹等として植栽されている。

## 近縁種
近縁種のフユナラ (Quercus petraea) とは生息範囲の多くが重複する。差異はヨーロッパナラの葉が非常に短い葉軸を持ち花梗のあるドングリが実ることである。2つの種は天然で雑種 (Quercus × rosacea) を作る。

## 役割
自然環境においては昆虫その他の野生生物に対し、重要な存在である。無数の昆虫が葉や芽の上、果実の中で暮らす。ドングリはいくつかの小さな哺乳類や鳥（とくにカケス）たちにとって、価値ある食料資源である。
ヨーロッパナラの木は林業のために育てられ、その心材は長持ちし、内装や家具へ用いられる。ヨーロッパナラ材は繊維に対して垂直な横断面を見ることで簡単に見分けが付き、目立つ明暗の（大抵は幅広い）年輪が特徴的。春材は多数の導管（0.5mm以下）が見られる。0.1mm以下の黄色から明るい褐色の放射状の模様が年輪を横切る。

## 画像

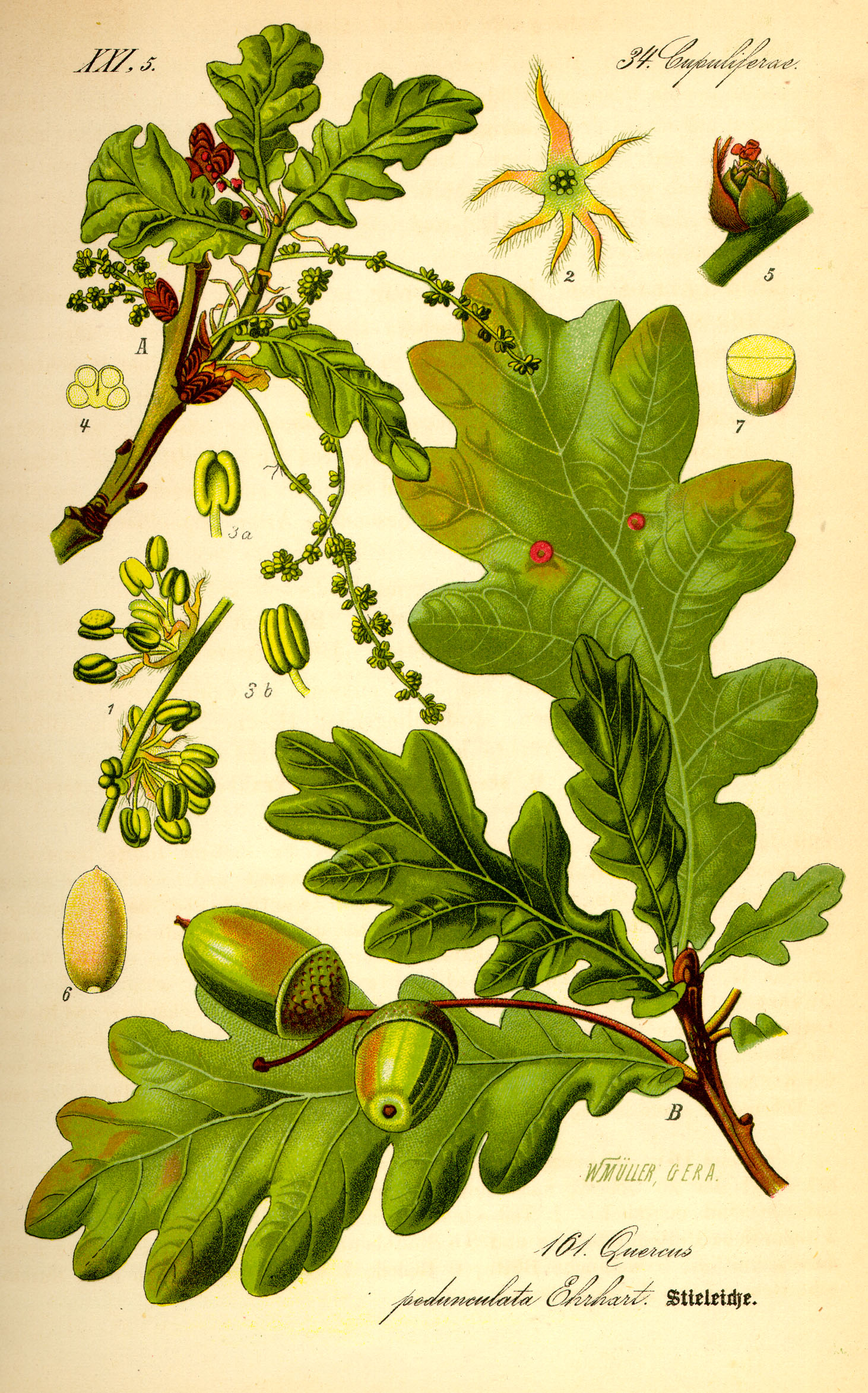
Thomé, Flora von Deutschland, Österreich und der Schweiz 1885 から。
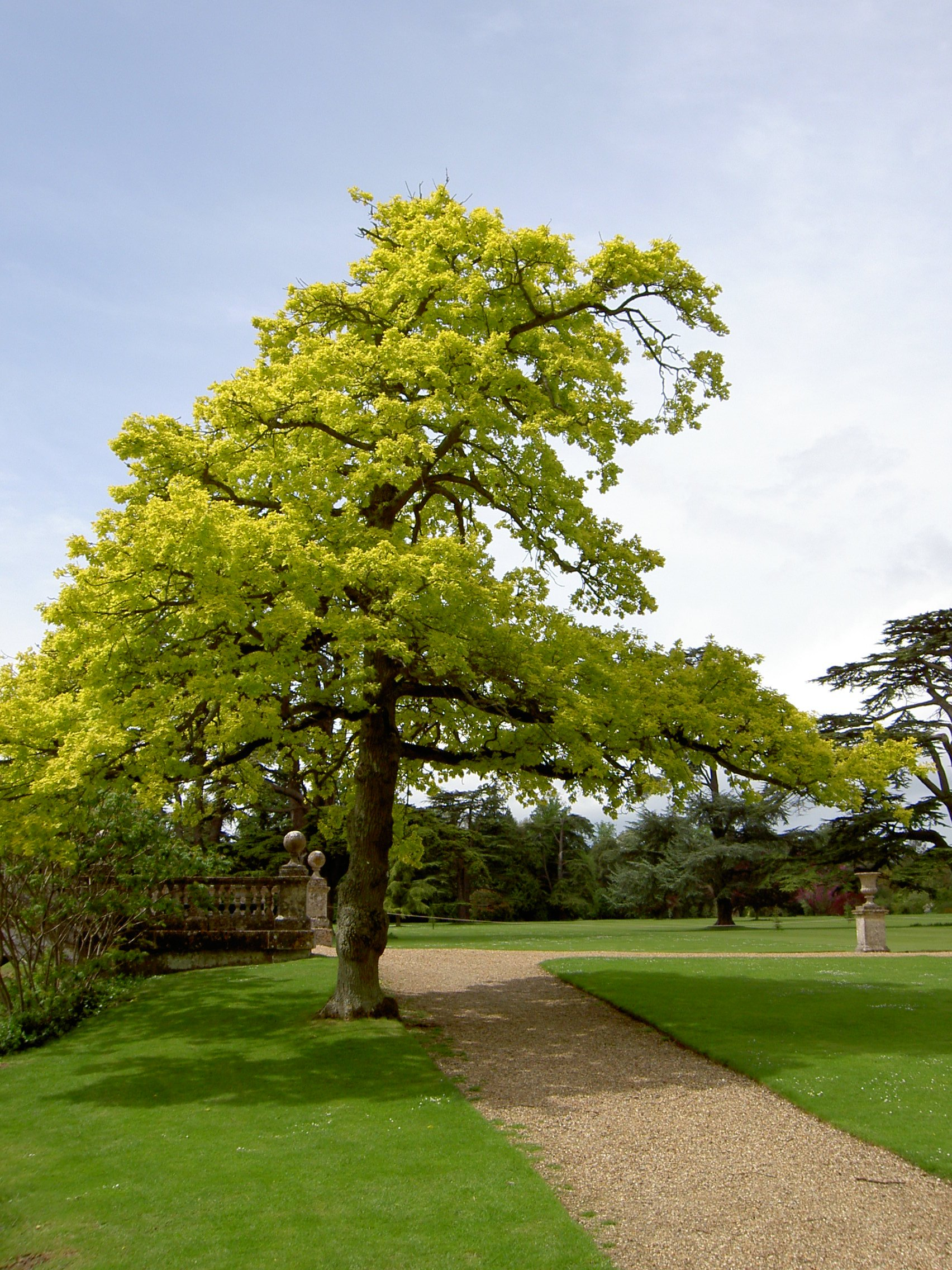
英国ウィルトシャー州ウィルトンハウスのGolden English Oak Quercus robur 'Concordia'。
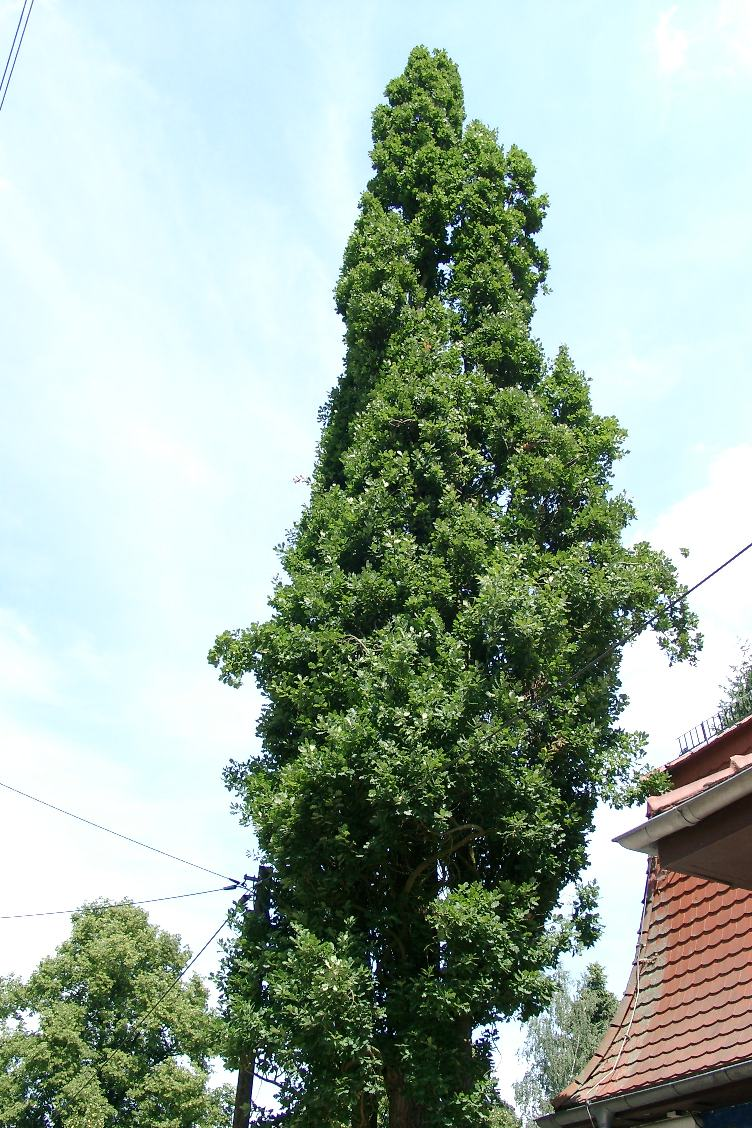
Quercus robur f. fastigiata
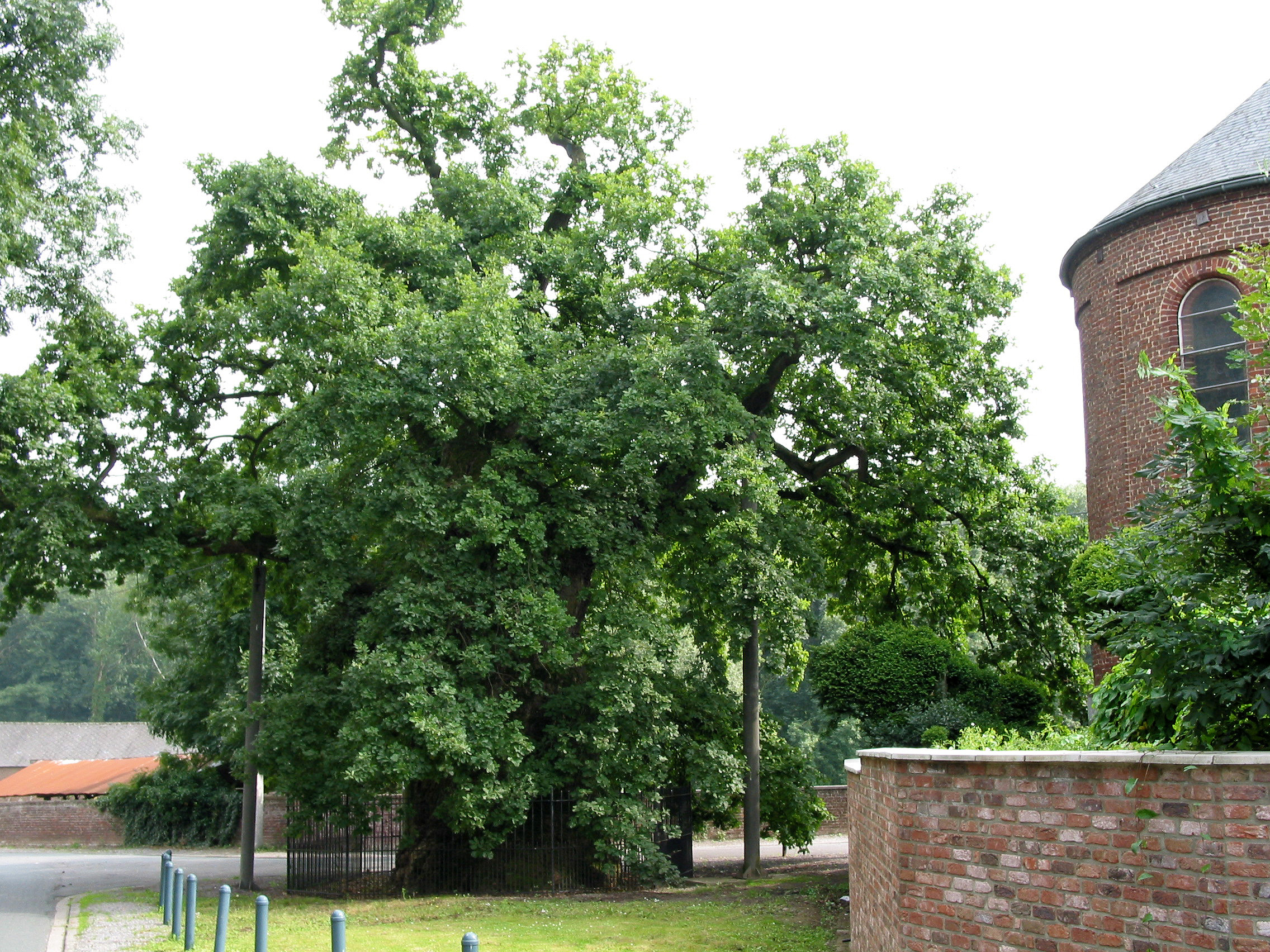
ベネルクス最古のヨーロッパナラ（ベルギー エヘゼー）
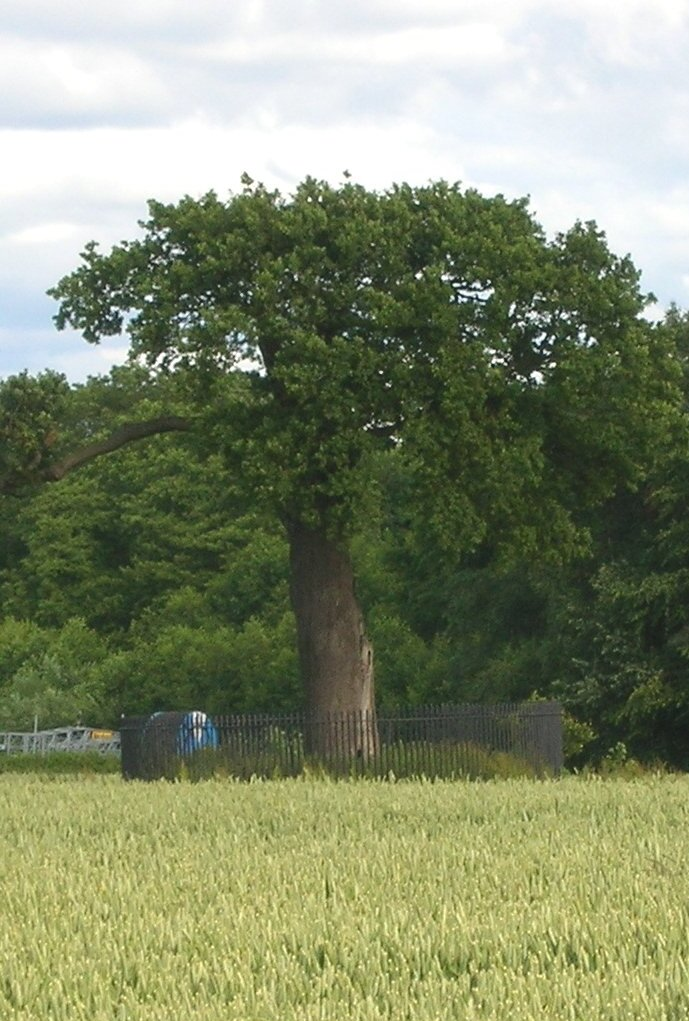
チャールズ2世由来の伝説があるかの有名なロイヤル・オーク（英国シュロップシャー）
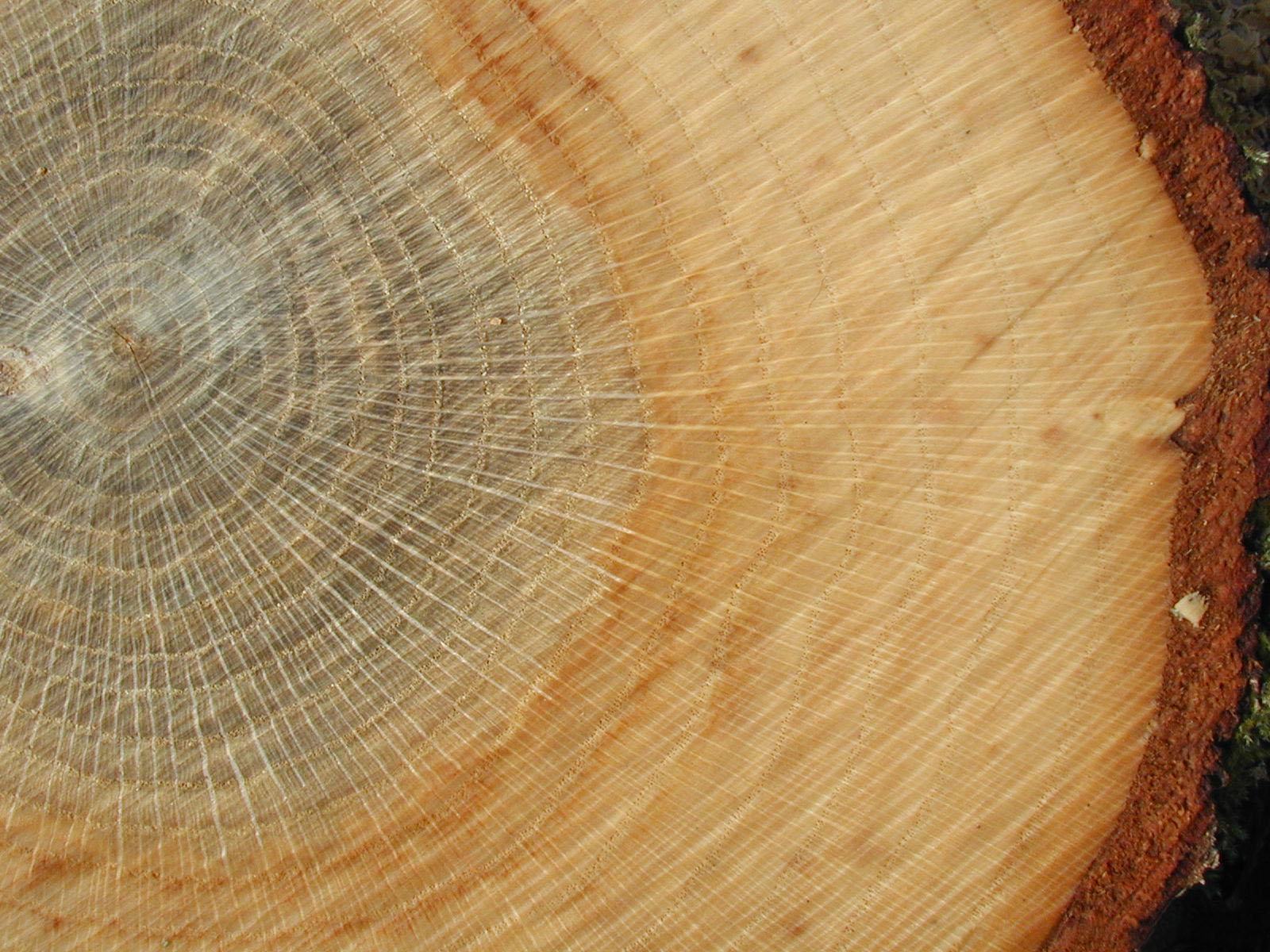
断面
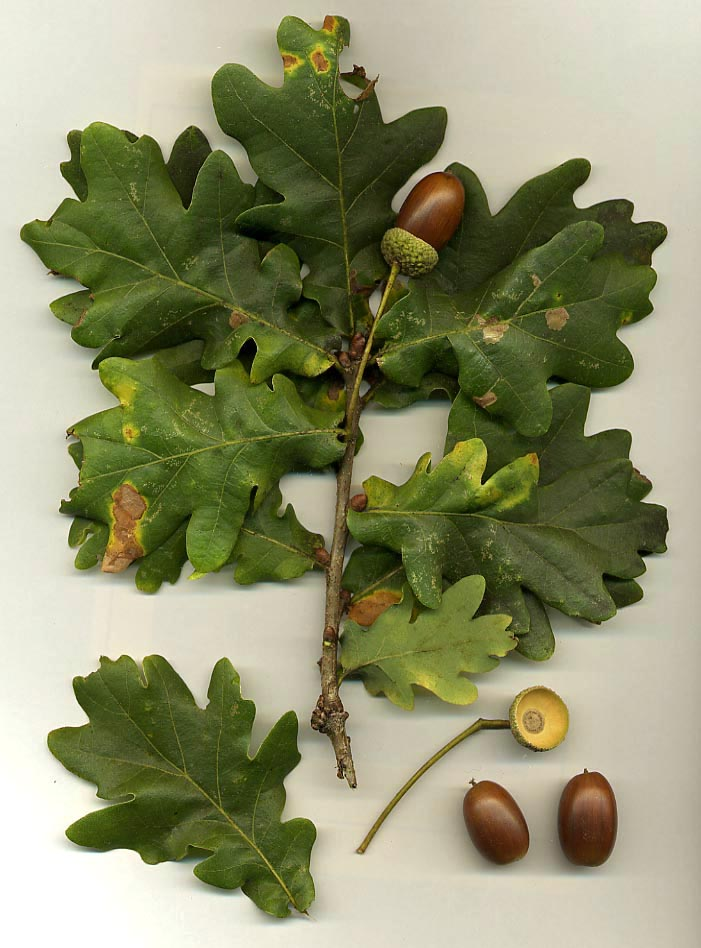
葉とドングリ
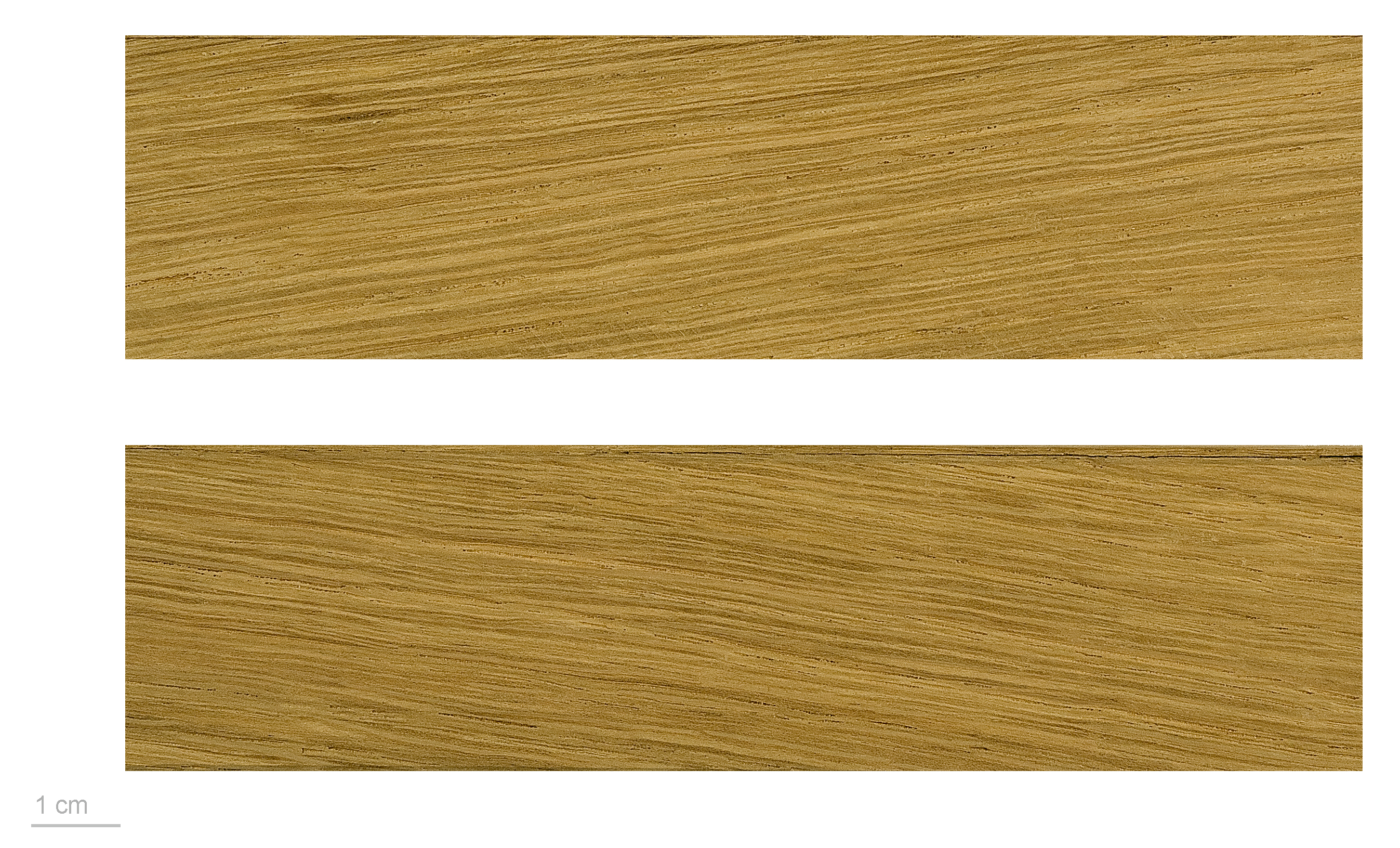
断面、トゥールーズ自然史博物館